# Gasparsona purvs
Gasparsona purvs este o arie protejată (arie specială de conservare — SAC, sit de importanță comunitară — SCI, arie de protecție specială avifaunistică — SPA) din Letonia întinsă pe o suprafață de 27,23 ha, integral pe uscat.

## Localizare
Centrul sitului Gasparsona purvs este situat la coordonatele 56°32′34″N 25°02′47″E / 56.5428°N 25.0463°E.

## Înființare
Situl Gasparsona purvs a fost declarat arie de protecție specială avifaunistică în decembrie 2002 pentru a proteja . Alte tipuri de protecție:
- sit de importanță comunitară (în mai 2004)
- arie specială de conservare (în mai 2004)[1][3][4]

## Biodiversitate
Situată în ecoregiunea boreală, aria protejată conține 1 habitat natural: Mlaștini împădurite.
La baza desemnării sitului se află un număr nedeclarat de specii protejate: